# Bombardement de La Chapelle-d'Angillon (1940)
Seconde Guerre mondiale,
 Bataille de France
Batailles
- Drôle de guerre
- Évacuation des civils de la ligne Maginot
- Mobilisation
- Offensive de la Sarre
- Baie de Heligoland
- Incident de Mechelen
- Plan Jaune
- Plan Dyle
- Luxembourg
- Ében-Émael
- Hannut

- Sedan
- Dinant
- Monthermé
- Givet
- La Horgne
- Gembloux
- Flavion
- Louvain
- Charleroi

- Stonne
- Montcornet
- La Sambre
- Arras

- L'Escaut
- Amiens
- La Lys
- Massacre de Vinkt
- Boulogne-sur-Mer
- Calais
- Poche de Lille
- Massacre du Paradis
- Abbeville
- Dunkerque
- Capitulation belge

- L'Aisne
- L'Ailette
- Opération Paula
- l’Exode
- Pont-de-l'Arche
- Opération Cycle
- Opération Ariel

- Les Alpes
- Vallon du Seuil
- Bombardement de Toulon
- Opération Vado
- La Loire
- Saumur
- La vallée du Rhône
- Bombardements de Marseille
- Menton (Pont-Saint-Louis)
- Combats aériens en Suisse
- Armistice du 22 juin

Le bombardement de La Chapelle d'Angillon est une attaque aérienne menée par la Luftwaffe le 18 juin 1940 contre ce village pendant la bataille de France.
Une formation de 36 Junkers Ju 87 allemands bombarde le village, causant la mort de 104 à 130 civils et militaires et en blessant 350 autres.
Les bombes larguées par les avions ennemis touchèrent notamment le champ de foire, ses alentours, trente maisons et l'aile principale du château du dit-lieu, faisant de nombreuses victimes civiles et militaires.

## Prélude
A La Chapelle-d’Angillon, si l’on s’en réfère aux déclarations du maire, l’afflux de réfugiés est particulièrement intense à partir du 16 juin. Après une file interminable de voitures lui succède un flot de piétons arrivant aussi bien de la route nationale 140 (de Paris) que de la route nationale 726 (d’Auxerre). 
Un quartier général d’armée installé à la Mairie quitta le pays le lundi matin 17 juin vers 4h30. Dans la journée, il fut remplacé par un colonel qui établit son poste de commandement.
Sur le champ de foire de La Chapelle-d’Angillon ont été construits les baraquements d’un camp militaire qui abrite de nombreux réfugiés, jusqu’à 3.000 personnes, mais les réfugiés reçoivent l’ordre d’évacuer le camp dans la nuit du 17 au 18 juin. Le lendemain 18, l’évacuation se poursuit et l’autorité militaire présente au village arrête les convois militaires vides afin d’y faire monter les piétons. Les militaires présents jugent un bombardement très possible, sinon probable étant donné l’importance des deux grandes routes nationales qui se croisent dans le village. 
Vers 16 heures, ce même jour, il est demandé aux habitants du pays de se retirer dans la campagne environnante tandis que le secteur s’est dans la journée progressivement décongestionné, à la grande satisfaction des autorités tant civiles que militaires.

## Déroulement du raid aérien
Au moment du bombardement, vers 19 heures, ne se trouvent que les réfugiés surpris sur la route ou qui font une courte halte pour se ravitailler avant de poursuivre leur exode. 
On compte également des soldats, notamment d’unités appartenant à la 8e DI qui se replie par ce chemin. Y stationnent aussi des soldats de la 23e DI appartenant au GRDI replié de Gien. 
Vers 19 heures donc, arrivent une trentaine de bombardiers ennemis venus du nord, qui après un premier passage d’observation déversent leurs bombes en trois vagues. Après 5 à 6 minutes de bombardement, les avions repartent en direction de la route nationale 726 et déversent encore quelques bombes à 3 kilomètres du village.

## Bilan
L’attaque a été courte mais meurtrière et parmi la foule de réfugiés civils et militaires le chaos est indescriptible.
Si les victimes sont nombreuses sur le champ de foire, on en compte aussi aux abords du lavoir, du pont sur la Sauldre et près de la maison Lacord sur la route nationale 140.
Parmi les militaires, la 72e compagnie du 15e train de la 2e DLIC du 24e Corps d'Armée est lourdement touchée avec 9 morts (2 sous-officiers et 7 soldats).
Ce jour-là, x bombes et x torpilles sont larguées, les canons des mitrailleuses des avions sont utilisés en piqué sur le village, faisant de 104 à 130 victimes civiles et militaires sans compter les centaines de blessés. 
L'acteur Laurent Morlas est au nombre des tués.

## Après le bombardement
- La vente de portraits du Maréchal Pétain pour le Secours national après le bombardement.
- Construction de baraquements suivant le bombardement de 1940.
- Création du nouveau cimetière de La Chapelle-d’Angillon – JO 11 mars 1945.
- Récompenses pour actes de courage et de dévouement.
- Stèle à la mémoire des victimes du bombardement du 18 juin 1940.